# Sári Fedák
Sári Fedák, rozená Sarolta Klára Mária Fedák (27. září 1879 Berehovo – 5. května 1955 Budapešť), byla maďarská herečka a zpěvačka.

## Život
Do roku 1899 studovala herectví u Szidi Rákosi, přičemž svou kariéru zahájila téhož roku v divadelní společnosti Magyar Színház. Od roku 1900 hrála v Bratislavě a v několika divadlech v Budapešti, včetně Népszínház, Király Színház a Vígszínház. Po první světové válce vystoupila proti rakousko-uherské monarchii; agitovala pro vstup do maďarské Rudé armády. Hovořila šesti jazyky. Vystupovala v Berlíně, Vídni, Paříži, Londýně a ve Spojených státech. Hrála též ve společnosti Maxe Reinhardta.
V roce 1922 se po šestiletém vztahu provdala za spisovatele Ference Molnára. Pár se rozvedl v roce 1925 nebo 1926. V roce 1923 se stala členkou divadla Fővárosi Operettszínház. Od roku 1940 byla hlavní herečkou v divadle Új Magyar Színház. V roce 1944 účinkovala na rozhlasové stanici Donausender ve Vídni a agitovala, aby Maďarsko pokračovala v boji ve druhé světové válce na straně nacistického Německa. Po válce byla odsouzena k osmi měsícům vězení. Na tři roky měla také zákaz hrát v divadlech. Už se nikdy neobjevila na jevišti. Po propuštění z vězení se přestěhovala do Nyáregyházy a odešla z aktivního života. Zemřela v roce 1955 ve věku 75 let . Je pohřbena na budapešťském hřbitově Farkasréti.

## Filmografie
- Mámi (1937)
- Hazafelé (1940)
- Tokaji aszú (1941)

## Zajímavosti
- V roce 1998 uvedlo Divadlo Józsefa Attily hru Radó Denise „Případ Fedákové aneb kontra, rekontra, subkontra“. Titulní roli ztvárnila Erzsi Galambos.
- V roce 2015 uvedlo Národní divadlo v Budapešti hru „Sári Fedák“ s Nelli Szűcs v titulní roli.[3]
- V roce 2018 byla v Berehově Sári Fedákové odhalena socha[4]
- Národní divadlo Győr uvedlo 5. března 2022 hudební životopisnou tragikomedii o životě divy v režii Tamáse Olta s názvem „Minden jeygy ekkelt“ s Annou Kubik v hlavní roli.[5]
- V Budapešti je po Sári Fedákové pojmenováno divadlo Fedák Sári Színház.